# Денежный перевод (фильм)
«Денежный перевод» (волоф Mandabi) — кинофильм сенегальского режиссёра Усмана Сембена, вышедший на экраны в 1968 году. Экранизация одноимённого романа Сембена. Картина принимала участие в конкурсной программе Вальядолидского кинофестиваля. Лента считается первым полнометражным фильмом, снятым на языке одного из народов Западной Африки.

## Сюжет
Ибрагим уже четыре года не имеет работы, с трудом обеспечивая свою большую семью — двух жён и семерых детей. Однажды почтальон приносит уведомление о денежном переводе из Парижа, от племянника, работающего там дворником. Это даёт повод жёнам набрать продуктов в долг, а соседям — таким же беднякам — посетить Ибрагима и напомнить о возврате долгов. Однако получить деньги оказывается не так уж просто: на почте требуют документ, удостоверяющий личность, а такого у Ибрагима до сих пор нет. Для этого нужно посетить полицию, муниципалитет и фотоателье, что влечёт за собой всё новые расходы и новые препятствия...

## В ролях
- Махуредия Гюэйе — Ибрагим Дьенг
- Юнусс Сейе — Мети, первая жена Ибрагима
- Иссё Ньянг — Арам, вторая жена Ибрагима
- Мустафа Туре — М'барка, владелец магазина
- Фарба Сарр — Мбайе Сарр, бизнес-агент
- Серинь Н'Диайе — имам
- Тереза Ба — сестра Ибрагима
- Мусс Диуф — Абду, племянник Ибрагима
- Кристоф Колон — водонос
- Мудун Файе — Ба, почтальон